# Велке Хамри
Велке Хамри (чеш. Velké Hamry) град је у Чешкој Републици. Град се налази у управној јединици Либеречки крај, у оквиру којег припада округу Јаблонец на Ниси.

## Становништво
Према подацима о броју становника из 2014. године град је имао 2.800 становника.